# Championnat de France féminin de handball de deuxième division 2009-2010
Navigation
D2F 2008-2009 D2F 2010-2011
Le championnat de France féminin de handball de deuxième division 2009-2010 est la trente-neuvième édition de cette compétition, le deuxième plus haut niveau du championnat de France de ce sport. 
L'Issy-les-Moulineaux handball féminin remporte le titre de champion de France de D2 et est promu en Division 1 en compagnie du Cergy-Pontoise Handball 95 et de l'Entente sportive bisontine féminin
En bas du classement, l'ESC Yutz, le CS Vesoul Haute-Saône et le Club laïque Colombelles descendent en Nationale 1.

## La saison

### Classement
Le classement final est :
|    | Équipe                         | Pts | J  | G  | N | P  | Bp  | Bc  | Diff |
| -- | ------------------------------ | --- | -- | -- | - | -- | --- | --- | ---- |
| 1  | Issy-les-Moulineaux HBF (R)    | 73  | 26 | 23 | 1 | 2  | 795 | 621 | 174  |
| 2  | Cergy-Pontoise Handball 95     | 66  | 26 | 19 | 2 | 5  | 716 | 647 | 69   |
| 3  | ES Besançon (R)                | 60  | 26 | 17 | 0 | 9  | 713 | 644 | 69   |
| 4  | CA Béglais                     | 58  | 26 | 16 | 0 | 10 | 691 | 630 | 61   |
| 5  | Handball Octeville-sur-Mer (P) | 57  | 26 | 15 | 1 | 10 | 682 | 650 | 32   |
| 6  | Mérignac Handball (T)          | 54  | 26 | 13 | 2 | 11 | 733 | 709 | 24   |
| 7  | HBC Celles-sur-Belle           | 52  | 26 | 13 | 0 | 13 | 695 | 705 | -10  |
| 8  | Noisy-le-Grand handball        | 49  | 26 | 11 | 1 | 14 | 640 | 669 | -29  |
| 9  | La Motte Servolex HB (P)       | 48  | 26 | 10 | 2 | 14 | 670 | 722 | -52  |
| 10 | Handball Plan-de-Cuques        | 46  | 26 | 9  | 2 | 15 | 650 | 708 | -58  |
| 11 | Sun A.L. Bouillargues          | 44  | 26 | 7  | 4 | 15 | 647 | 702 | -55  |
| 12 | ESC Yutz                       | 44  | 26 | 8  | 2 | 16 | 666 | 686 | -20  |
| 13 | CS Vesoul Haute-Saône          | 39  | 26 | 6  | 1 | 19 | 641 | 775 | -134 |
| 14 | CL Colombelles (P)             | 38  | 26 | 5  | 2 | 19 | 651 | 722 | -71  |

Légende
|     | Promu en Division 1                                         |
|     | Relégué en Nationale 1                                      |
| (T) | Tenant du titre (non promu)                                 |
| (R) | Relégué administrativement de Division 1 en début de saison |
| (P) | Promu de Nationale 1 en début de saison                     |